# Sân vận động Khu vực Wellington

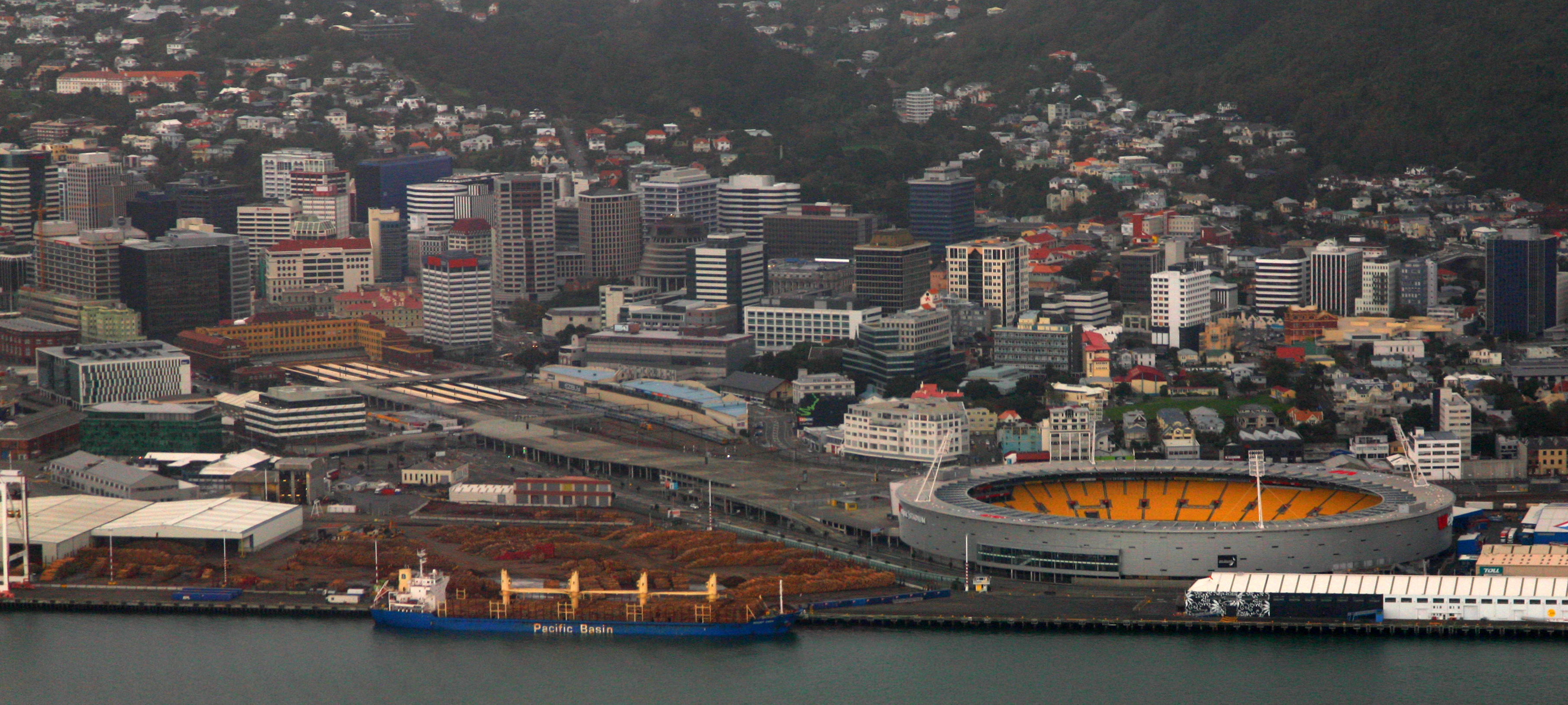
Sân vận động Khu vực Wellington và CentrePort Wellington, 2015

Sân vận động Khu vực Wellington (tiếng Anh: Wellington Regional Stadium, được biết đến với tên thương mại là Sân vận động Sky thông qua quyền đặt tên) là một sân vận động thể thao ở Wellington, New Zealand. Diện tích mặt sân của sân vận động là 48.000 m2 (520.000 foot vuông).
Sân vận động được xây dựng vào năm 1999 bởi Fletcher Construction. Sân nằm gần các cơ sở giao thông chính (như ga xe lửa Wellington) và cách trung tâm thành phố Wellington 1 km (0,62 mi) về phía bắc. Sân được xây dựng trên đất đường sắt khai hoang.
Sân vận động này cũng được sử dụng cho các buổi hòa nhạc. Sân thường được gọi là "The Cake Tin".

## Lịch sử
Sân vận động được xây dựng vào năm 1999 bởi Fletcher Construction. Đây là sân vận động hình bát đầu tiên được xây dựng ở New Zealand. Sân được xây dựng để thay thế cho Athletic Park, nơi không còn được coi là phù hợp cho các sự kiện quốc tế do vị trí và tình trạng hư hỏng của sân này. Sân vận động này cũng được xây dựng để đáp ứng nhu cầu lượng khán giả lớn của các trận đấu cricket One Day International, do các trận đấu này không được tổ chức trên sân vận động Basin Reserve có sức chứa nhỏ mà tổ chức ở các sân vận động lớn hơn ở các vùng khác của New Zealand.

## Quyền đặt tên
Westpac Trust, sau này được đổi tên thành Westpac, đã ký hợp đồng trở thành nhà tài trợ đặt tên cho sân vận động khi sân được khánh thành vào năm 2000. Tên gọi này được sử dụng trong vòng 20 năm, trước khi hợp đồng kết thúc vào ngày 31 tháng 12 năm 2019.
Vào ngày 22 tháng 8 năm 2019, Sky đã ký một thỏa thuận 6 năm để trở thành nhà tài trợ đặt tên cho sân vận động từ ngày 1 tháng 1 năm 2020.

## Đội thuê sân
Sân vận động là một cơ sở đa năng, chủ yếu được sử dụng cho các sự kiện thể thao. Đây là sân nhà của các đội bóng bầu dục Wellington Lions thuộc Cúp Mitre 10 và Hurricanes thuộc Super Rugby. Sân cũng tổ chức Wellington Sevens, một trong những giải đấu nằm trong khuôn khổ của World Rugby Sevens Series hàng năm dành cho các đội tuyển bóng bầu dục bảy người quốc gia. Sân vận động Sky cũng thường xuyên tổ chức các trận đấu trên sân nhà của đội tuyển rugby union quốc gia New Zealand (All Blacks).
Sân vận động Sky cũng là sân nhà của câu lạc bộ A-League Wellington Phoenix FC. Các cổ động viên Phoenix thường gọi sân vận động là "Vòng lửa". Sân cũng là sân nhà của đội tuyển bóng đá quốc gia New Zealand (All Whites). Trận đấu đáng chú ý nhất được tổ chức ở sân vận động này là trận đấu giữa New Zealand với Bahrain trong khuôn khổ vòng loại World Cup 2010.
Vào mùa hè, sân vận động thường tổ chức các trận đấu cricket một ngày quốc tế và đôi khi là trong nước, với đội chủ nhà là đội tuyển cricket quốc gia New Zealand (Black Caps) đại diện cho New Zealand tại các giải đấu quốc tế và Wellington Firebirds cho giải đấu trong nước.
Sân vận động cũng tổ chức các trận đấu bóng bầu dục liên minh, bao gồm các trận đấu của đội tuyển quốc gia New Zealand và các trận đấu trên sân khách của New Zealand Warriors. St Kilda Football Club, một câu lạc bộ bóng bầu dục Úc thuộc Australian Football League (AFL), đã thi đấu các trận đấu trên sân nhà vào Ngày Anzac tại sân vận động này từ năm 2013 đến năm 2015.
Các cơ sở khác được xây dựng trong sân vận động bao gồm Học viện thể thao New Zealand và một cơ sở của Trường cricket Wellington, do Hiệp hội cricket Wellington điều hành.

## Sự kiện

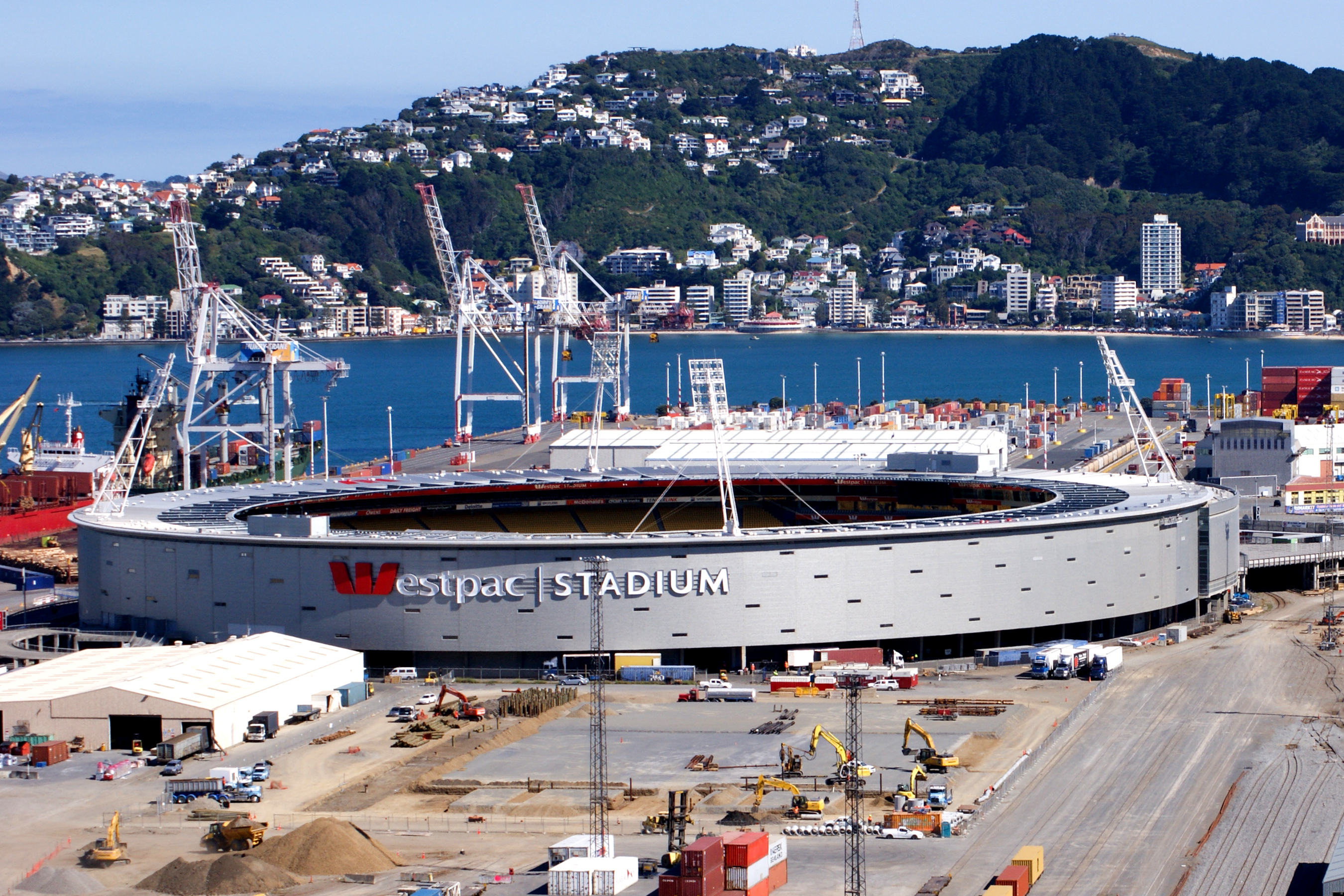
Quang cảnh sân vận động và các khu vực xung quanh từ trên không, 2010

Năm 2000, Sân vận động Westpac đã tổ chức sự kiện biểu diễn quân sự Edinburgh Military Tattoo. Đây là lần đầu tiên sự kiện được tổ chức bên ngoài Edinburgh, Scotland.
Năm 2002, trong một trận đấu cricket giữa Anh và Black Caps, đạo diễn Peter Jackson đã ghi lại cảnh 30.000 người hâm mộ hô vang bằng ngôn ngữ Black Speech, nhằm tái hiện lại âm thanh 10.000 con Uruk-hai hô vang trong Trận chiến Helm's Deep trong bộ phim Chúa tể những chiếc nhẫn: Hai tòa tháp.
Vào ngày 4 tháng 3 năm 2006, chương trình đầu tiên của WWE ở New Zealand, WWE SmackDown Road to WrestleMania 22 Tour được tổ chức tại sân vận động này. 23.875 người đã có mặt để theo dõi sự kiện được chiếu trên truyền hình. Sự kiện gồm có 9 trận đấu, bao gồm trận đấu tay ba giữa Kurt Angle, The Undertaker và Mark Henry để tranh đai vô địch World Heavyweight Championship (WWE).
Cũng trong năm 2006, The Rolling Stones đã tổ chức một buổi hòa nhạc tại đây, kết thúc chặng châu Đại Dương của chuyến lưu diễn vòng quanh thế giới A Bigger Bang World Tour của nhóm.
Vào ngày 14 tháng 10 năm 2007, Úc đã đánh bại New Zealand với tỷ số 58–0 trong trận đấu test thế kỷ của rugby league. Trận đấu này trở thành trận thua đậm nhất của đội tuyển rugby league quốc gia New Zealand.
Vào ngày 1 tháng 12 năm 2007, sân vận động đã tổ chức một trận đấu giao hữu giữa Wellington Phoenix FC và Los Angeles Galaxy. LA Galaxy đã giành chiến thắng 4–1. Trận đấu thu hút 31.853 khán giả, lập kỷ lục về lượng khán giả đến xem một trận đấu bóng đá không phải đội tuyển quốc gia trong lịch sử New Zealand.
Vào ngày 17 tháng 1 năm 2008, sân vận động này đã tổ chức buổi biểu diễn mở đầu chặng Châu Đại Dương của The Police Reunion Tour. Và đúng dịp lễ Phục sinh, lễ hội âm nhạc "Rock2Wgtn" lần đầu tiên, trong đó có nhóm nhạc Kiss và ca sĩ Ozzy Osbourne đã được diễn ra tại đây trong hai ngày. Lễ hội này thu hút 50.000 người tham gia trong hai ngày.
New Zealand đã đăng cai tổ chức Giải vô địch bóng đá nữ U-17 thế giới 2008. Sáu trận đấu vòng bảng và hai trận đấu vòng đấu loại trực tiếp được diễn ra tại Sân vận động Westpac. Do quy định của FIFA không cho phép đặt tên sân vận động theo tên các nhà tài trợ không thuộc FIFA, sân chính thức được gọi là "Sân vận động Wellington" trong giải đấu này.
Sân đã tổ chức trận đấu vòng loại World Cup 2010 giữa New Zealand và Bahrain vào ngày 14 tháng 11 năm 2009. New Zealand giành chiến thắng với tỷ số 1–0. Trận đấu này có 35.194 khán giả dự khán, lập kỷ lục về lượng khán giả của một trận đấu bóng đá ở New Zealand vào thời điểm đó.
Vào ngày 28 tháng 1 năm 2010, AC/DC đã biểu diễn buổi hòa nhạc mở đầu chặng Châu Đại Dương của Black Ice World Tour tại sân vận động này. Buổi biểu diễn nhanh chóng cháy vé nên nhóm đã biểu diễn buổi thứ hai vào ngày 30 tháng 1. Nơi đây cũng là địa điểm tổ chức buổi hòa nhạc nằm trong chuyến lưu diễn The Circle Tour của Bon Jovi vào năm 2010.
Sân vận động đã tổ chức tám trận đấu tại Giải vô địch bóng bầu dục thế giới 2011, bao gồm hai trận tứ kết.
Vào ngày 11 tháng 5 năm 2013, sân vận động đã tổ chức trận đấu National Rugby League đầu tiên kể từ năm 2004. Đó là trận đấu 'The Capital Clash' giữa New Zealand Warriors có trụ sở tại Auckland và Canterbury-Bankstown Bulldogs. Đây cũng là lần đầu tiên một trận đấu NRL được tổ chức tại Wellington. Trong trận đấu này, Warriors mặc bộ trang phục thi đấu 'Capital Clash', kết hợp màu đen và vàng của Wellington và một thiết kế dựa trên dải áo của các đội rugby league Wellington trong những năm 1970. Warriors đã thua trận đấu, trước sự chứng kiến của 28.096 khán giả.
Vào ngày 20 tháng 11 năm 2013, sân vận động này đã tổ chức trận đấu lượt về của vòng loại play-off liên lục địa World Cup 2014 giữa New Zealand và México. New Zealand nhận thất bại 2–4 trước México, do đó New Zealand New Zealand không thể vượt qua vòng loại để tham dự Giải vô địch bóng đá thế giới 2014.
Vào ngày 15 tháng 11 năm 2014, sân đã tổ chức trận chung kết Rugby League Four Nations 2014. Đây là trận chung kết Four Nations đầu tiên được tổ chức ở New Zealand, mặc dù Sân vận động Mount Smart ở Auckland đã tổ chức trận chung kết đầu tiên của giải đấu vào năm 1999, lúc đó được gọi là Tri-Nations.
Sân vận động này là một trong những địa điểm tổ chức Giải vô địch cricket thế giới 2015 do New Zealand và Úc đồng đăng cai. Sân đã tổ chức tổng cộng bốn trận đấu tại World Cup 2015, bao gồm trận tứ kết giữa chủ nhà New Zealand và Tây Ấn.
Guns N' Roses đã biểu diễn tại sân vận động trong chuyến lưu diễn Not In This Lifetime... Tour của nhóm vào ngày 2 tháng 2 năm 2017.
Vào ngày 11 tháng 11 năm 2017, sân vận động này đã tổ chức trận đấu vòng loại play-off liên lục địa World Cup 2018 giữa New Zealand và Peru. Trận đấu kết thúc với tỷ số hòa 0–0. Trận đấu này đã thiết lập kỷ lục về lượng khán giả của một trận đấu bóng đá ở New Zealand với 37.034 khán giả dự khán, nhờ việc lắp đặt thêm ghế ngồi trong sân vận động cho trận đấu.
Vào ngày 2 tháng 3 năm 2019, sân đã tổ chức buổi hòa nhạc Rapture 2019 của Eminem. 46.474 người đã tham dự buổi hòa nhạc, khiến sự kiện này trở thành sự kiện có số lượng khán giả lớn nhất từ trước đến nay tại sân vận động này.
Vào ngày 5 tháng 2, Queen và Adam Lambert đã biểu diễn tại sân vận động trong chuyến lưu diễn Rhapsody Tour của nhóm.
Guns N' Roses sẽ biểu diễn tại sân vận động này trong chuyến lưu diễn 2020 Tour của nhóm vào ngày 8 tháng 12 năm 2022.
Sân sẽ tổ chức một số trận đấu của Giải vô địch bóng đá nữ thế giới 2023.

## Các giải đấu lớn
| 11 tháng 9 năm 2011 | Nam Phi     | 17–16 | Wales    | Sân vận động Khu vực, Wellington Khán giả: 33.331 |
| 17 tháng 9 năm 2011 | Nam Phi     | 49–3  | Fiji     | Sân vận động Khu vực, Wellington Khán giả: 33.262 |
| 23 tháng 9 năm 2011 | Úc          | 67–5  | Hoa Kỳ   | Sân vận động Khu vực, Wellington Khán giả: 33.824 |
| 25 tháng 9 năm 2011 | Argentina   | 13–12 | Scotland | Sân vận động Khu vực, Wellington Khán giả: 26.937 |
| 1 tháng 10 năm 2011 | Pháp        | 14–19 | Tonga    | Sân vận động Khu vực, Wellington Khán giả: 32.763 |
| 2 tháng 10 năm 2011 | New Zealand | 79–15 | Canada   | Sân vận động Khu vực, Wellington Khán giả: 37.665 |
| 8 tháng 10 năm 2011 | Ireland     | 10–22 | Wales    | Sân vận động Khu vực, Wellington Khán giả: 35.787 |
| 9 tháng 10 năm 2011 | Nam Phi     | 9–11  | Úc       | Sân vận động Khu vực, Wellington Khán giả: 34.914 |

Tham khảo:
| 20 tháng 2 (D/N) Scorecard |

| Anh · 123 (33,2 over) | v | New Zealand · 125/2 (12,2 over) |

| 1 tháng 3 Scorecard |

| Anh · 309/6 (50 over) | v | Sri Lanka · 312/1 (47,2 over) |

| 12 tháng 3 (D/N) Scorecard |

| Nam Phi · 341/6 (50 over) | v | Các Tiểu vương quốc Ả Rập Thống nhất · 195 (47,3 over) |

| 21 tháng 3 (D/N) Scorecard |

| New Zealand · 393/6 (50 over) | v | Tây Ấn · 250 (30,3 over) |

Tham khảo:

## Các trận đấu Test rugby league
Kể từ khi được khánh thành vào năm 2000, Sân vận động Khu vực Wellington đã tổ chức sáu trận đấu rugby league quốc tế của New Zealand. Kết quả như sau:
| Ngày                 | Đối thủ  | Kết quả | Khán giả | Giải đấu                    |
| -------------------- | -------- | ------- | -------- | --------------------------- |
| 13 tháng 7 năm 2001  | Úc       | 10–28   | 26.580   |                             |
| 12 tháng 10 năm 2002 | Úc       | 24–32   | 25.015   | New Zealand Kiwis Tour 2002 |
| 11 tháng 11 năm 2006 | Anh Quốc | 34–4    | 16.401   | Tri-Nations 2006            |
| 11 tháng 10 năm 2007 | Úc       | 0–58    | 16.681   | All Golds Tour 2007         |
| 23 tháng 10 năm 2010 | Anh      | 24–10   | 20.324   | Four Nations 2010           |
| 12 tháng 11 năm 2014 | Úc       | 22–18   | 25.093   | Chung kết Four Nations 2014 |
| 18 tháng 11 năm 2017 | Fiji     | 2–4     | 12.713   | World Cup 2017              |

## Hình ảnh

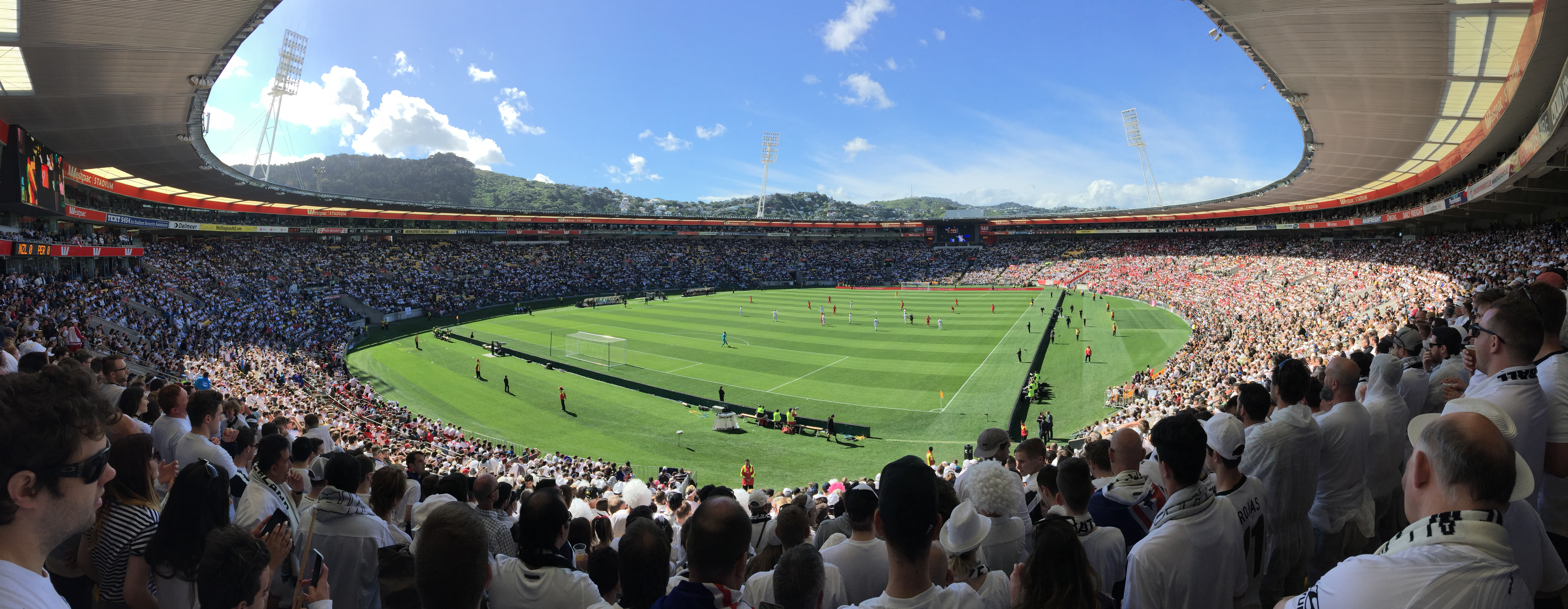
Toàn cảnh Sân vận động Khu vực Wellington trong trận đấu vòng loại play-off liên lục địa World Cup 2018 giữa New Zealand và Peru. Trận đấu kết thúc với tỷ số hòa 0–0. Trận đấu này đã thiết lập kỷ lục về lượng khán giả của một trận đấu bóng đá ở New Zealand với 37.034 khán giả dự khán

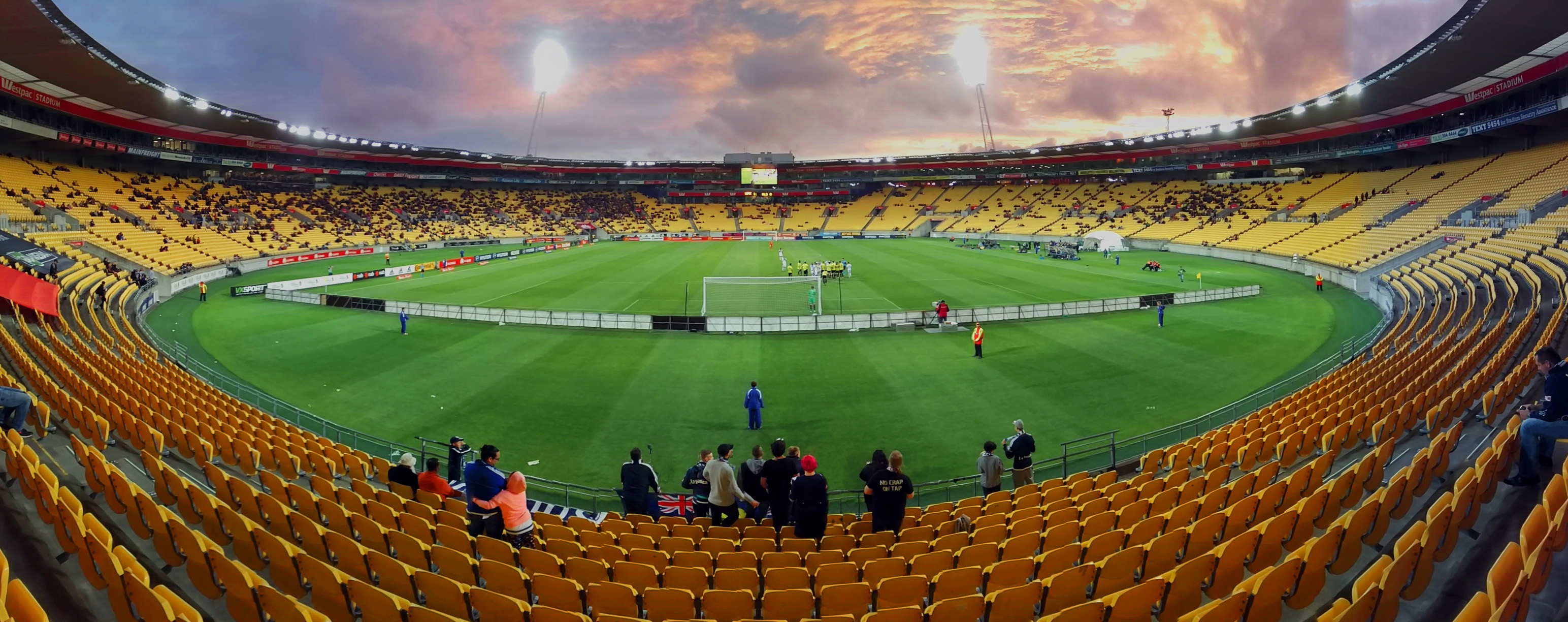
Toàn cảnh Sân vận động Khu vực Wellington trong một trận đấu A-League vào năm 2017

Sân vận động đang chuẩn bị trước sự kiện WWE Road to WrestleMania 22 vào ngày 4 tháng 3 năm 2006Sân vận động đang chuẩn bị trước sự kiện WWE Road to WrestleMania 22 vào ngày 4 tháng 3 năm 2006
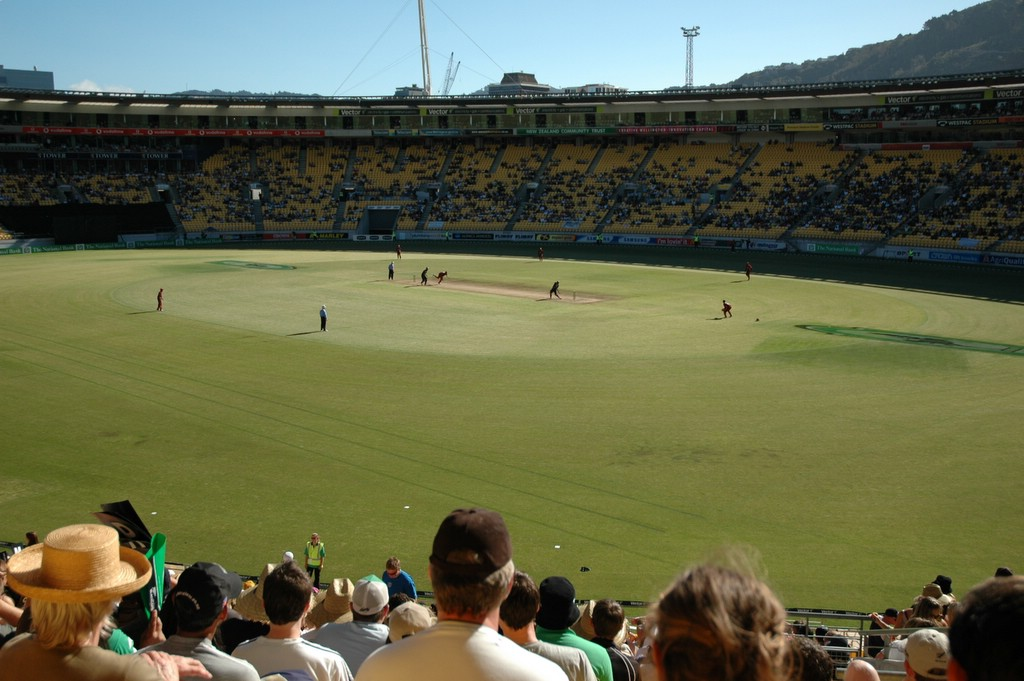
Một trận đấu cricket ODI giữa New Zealand và Tây Ấn trong loạt trận National Bank 2009
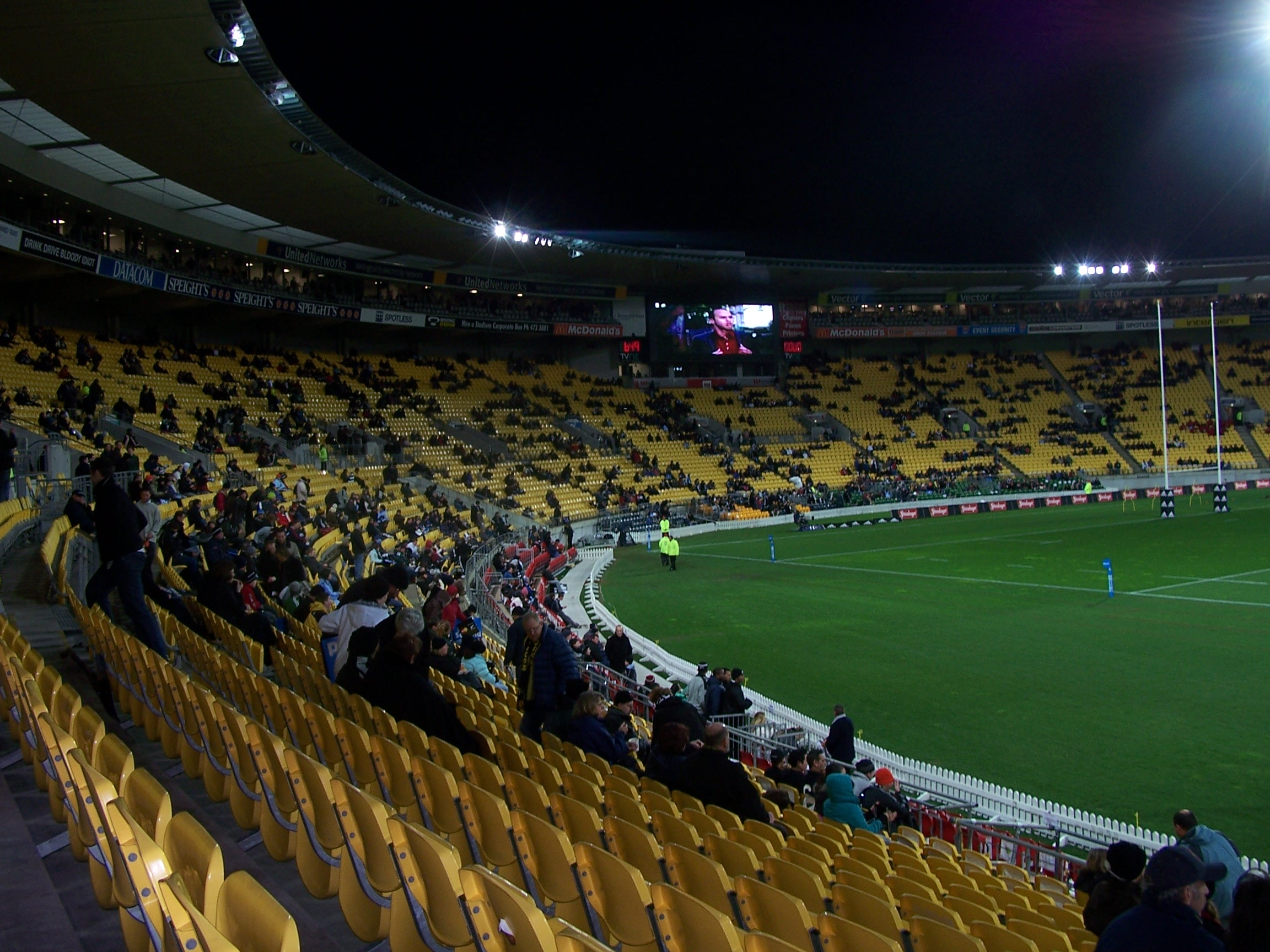
Khán giả trong một trận đấu rugby union Tri-Nations
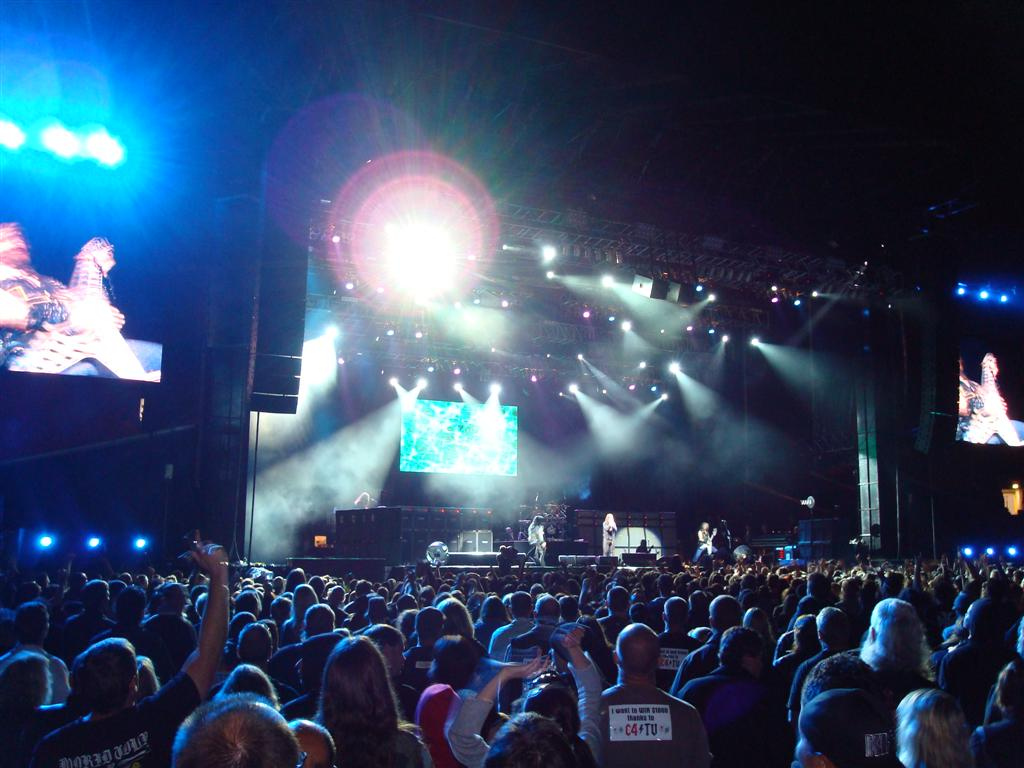
Lễ hội Rock2Wgtn vào năm 2008
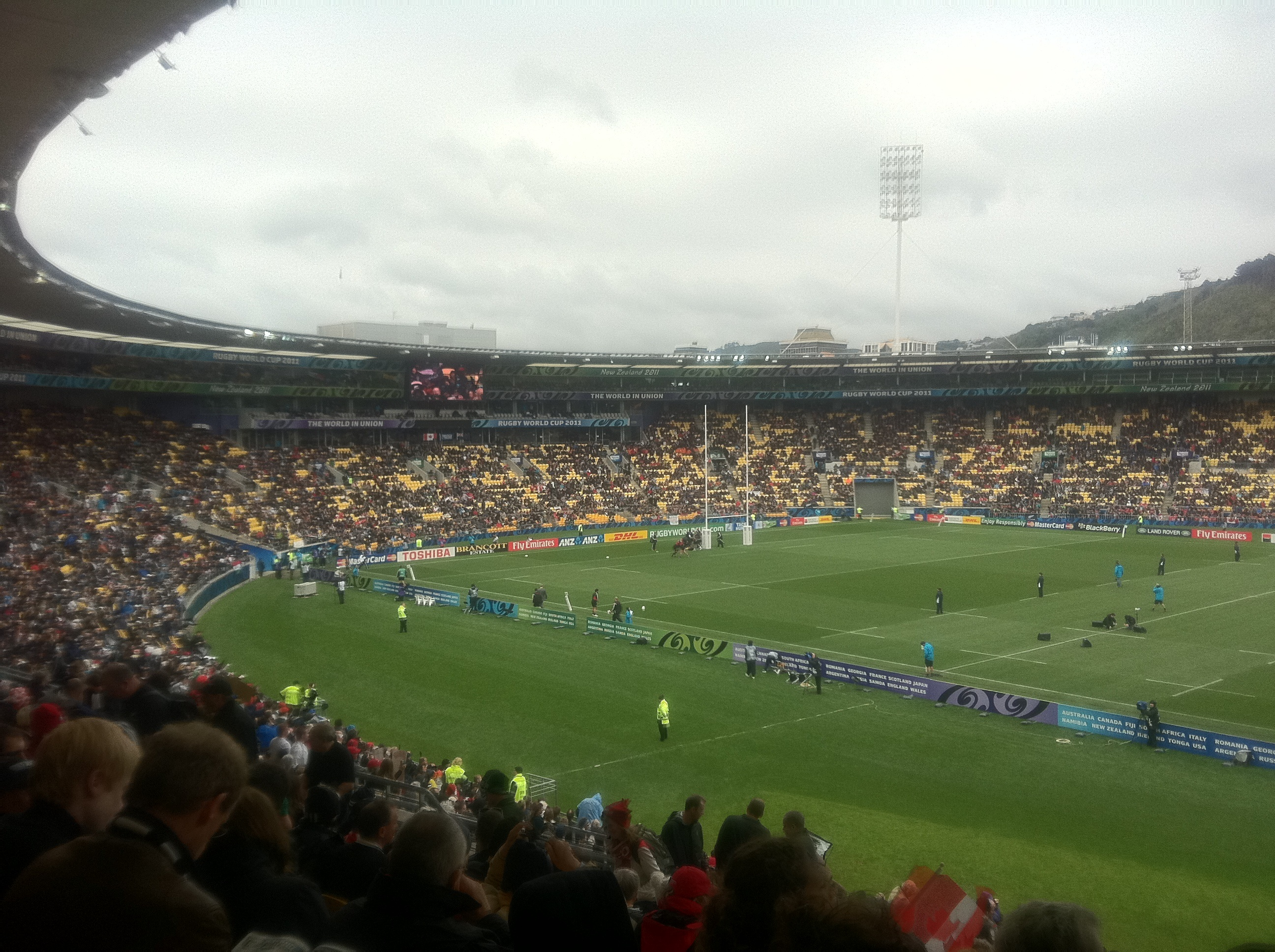
Sân vận động trong trận đấu vòng bảng giữa New Zealand và Canada tại Giải vô địch bóng bầu dục thế giới 2011
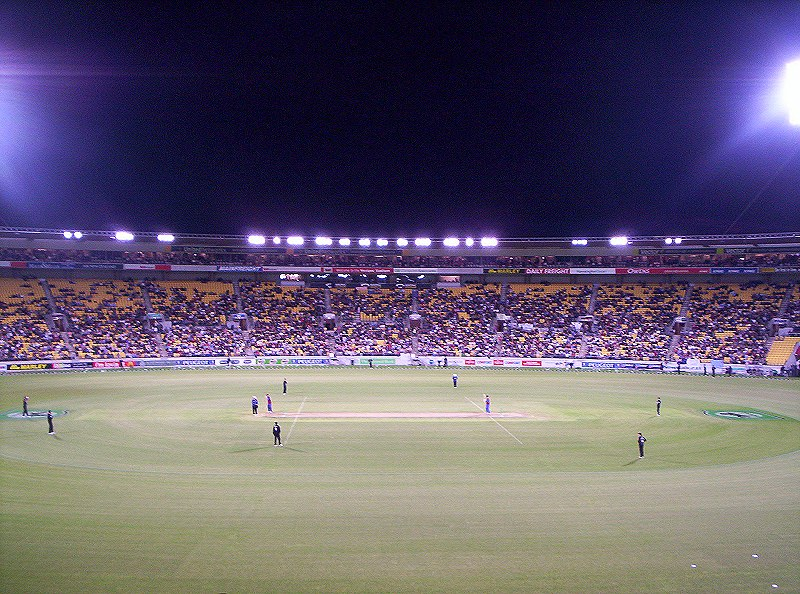
Sân vận động vào ban đêm trong một trận đấu ODI giữa New Zealand và Anh
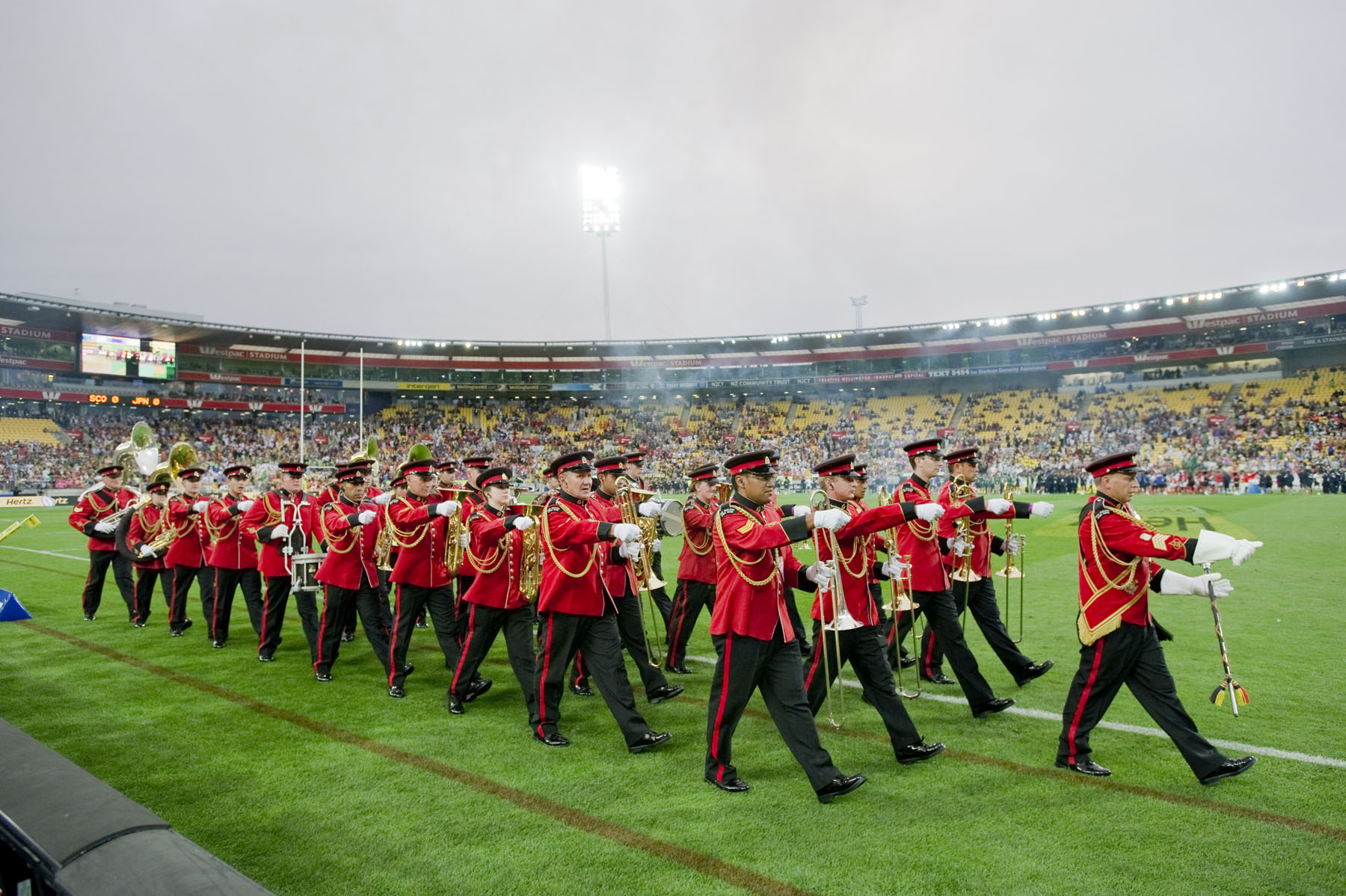
Buổi biểu diễn của ban nhạc quân đội New Zealand tại Sân vận động Khu vực Wellington
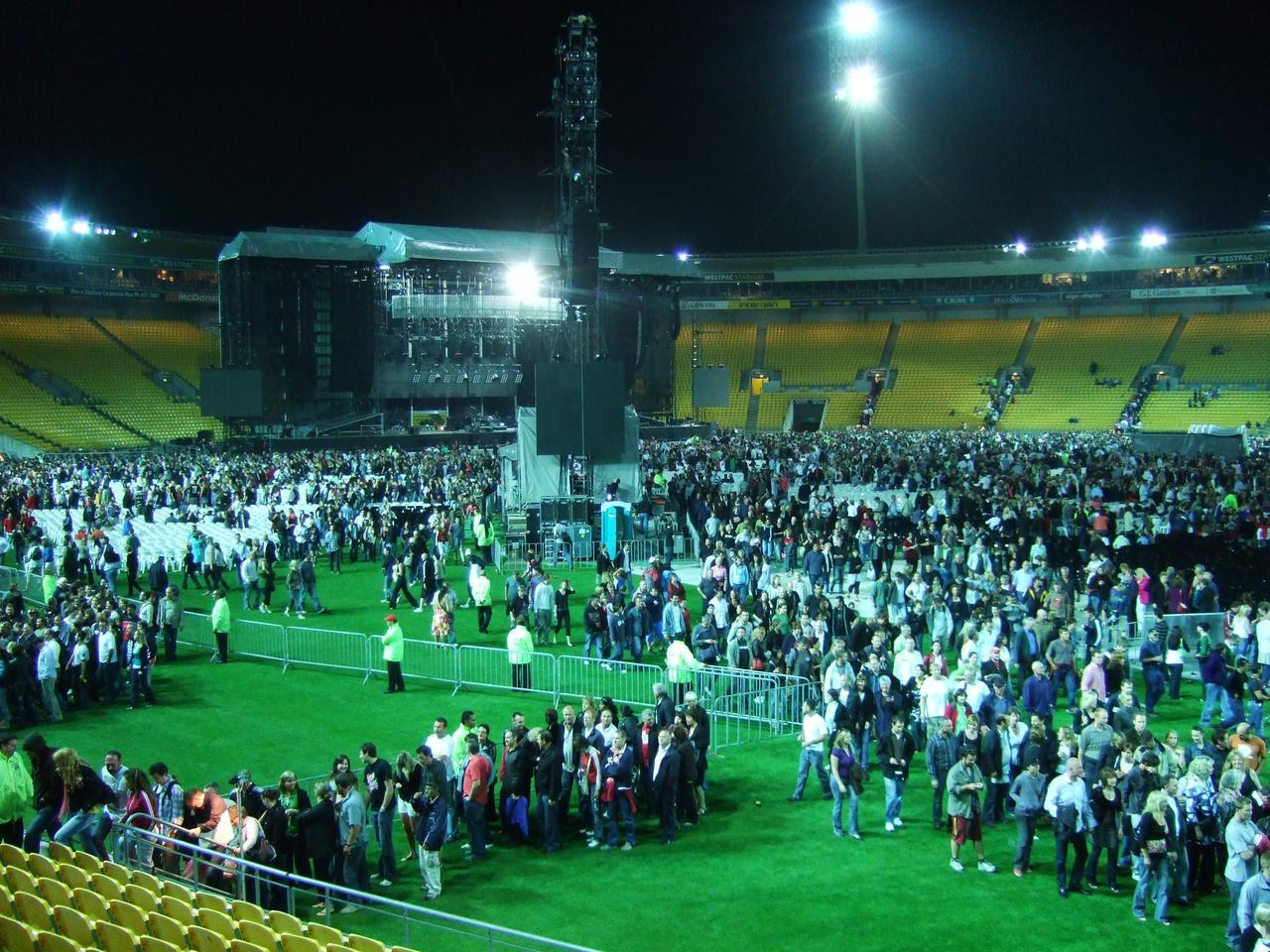
Kết thúc buổi hòa nhạc của The Police vào ngày 17 tháng 1 năm 2008